# BBC News
Би-Би-Си њуз (енгл. BBC News; дос. ’Би-Би-Си вести’) је оперативни пословни сектор Би-Би-Си-ја одговорне за прикупљање и емитовање вести и тренутних дешавања. Одељење је светска највећа организација која се бави емитовањем вести и производи око 120 сати радио и телевизијског преноса сваког дана, а покрива вести и преко интернета. Сервис одржава 44 страна бироа за вести и има дописнике из скоро свих земаља.
Годишњи буџет одељења иноси 350 милиона фунти; има 3.500 запослених, од којих су 2.000 новинари. Преко канала Би-Би-Си Енглески региони, Би-Би-Си њуз има центре у целој Енглеској, као и националне центре за вести у Северној Ирској, Шкотској и Велсу. Сви региони и нације производе своје сопствене програме локалних вести, других тренутних дешавања и спорта.
Радио и телевизијски пренос се тренутно емитује из новообновљене Куће за емитовање са свим домаћим, светским и интернетским одељењима смештеним у највећој европској просторији за пренос вести уживо унутар зграде. Парламентарна покривеност се емитује из студија у Милбанку у Лондону.
Би-Би-Си је квази-аутономна корпорација овлашћена Краљевском повељом, што је чини формално независном од владе и захтева се да извештава непристрасно. Би-Би-Си је био оптужен за политичку пристрасност од стране читавог политичког спектра. Међународно, Би-Би-Си-ју је било забрањено да извештава из појединих земаља које су оптужиле корпорацију да ради на дестабилизовању њихових влада.
Године 2024, Би-Би-Си је прославио 100 година телевизијског преноса вести. Новинари за Би-Би-Си њуз, камермани и програми освојили су награде посебно од Краљевског телевизијског друштва. Би-Би-Си је основао Би-Би-Си школу новинарства 2005. као део своје академије пратећи препоруке након Хатон извештаја.
ББЦ на српском изнова је покренут 2018. године, као део Светског сервиса Би-Би-Си-ја, са седиштем у Београду.